# 日本の水浴場88選
日本の水浴場88選（にほんのすいよくじょう88せん）は、環境庁より2001年（平成13年）3月23日に発表された日本の水浴場の88選である。
前年の遊泳人口が海水浴場で概ね1万人以上、湖沼・河川の水浴場で5千人以上である水浴場の中から、水質などについて一定の要件を満たしているもので環境庁へ都道府県より推薦のあった40都道府県146水浴場より選定された。
選定は環境庁に設置された「快適水浴場検討会」により選定基準である「水質、自然環境・景観」「コミュニティ、クリーン」「安全性」「利便性」など総合的に照らし合わせて行われ、選定された水浴場には「平成13年選定日本の水浴場88選」の認定書の交付が行われた。
1998年に日本の水浴場55選が、2006年に快水浴場百選が選定されている。

## 日本の水浴場88選一覧
- 元和台海浜公園（北海道乙部町）元和台海浜公園「海のプール」（北海道乙部町）
- 岡崎海岸（青森県深浦町）
- 女遊戸（岩手県宮古市）
- 浄土ヶ浜（岩手県宮古市）
- 大谷（宮城県本吉町 ※現気仙沼市）
- 小田の浜（宮城県気仙沼市）

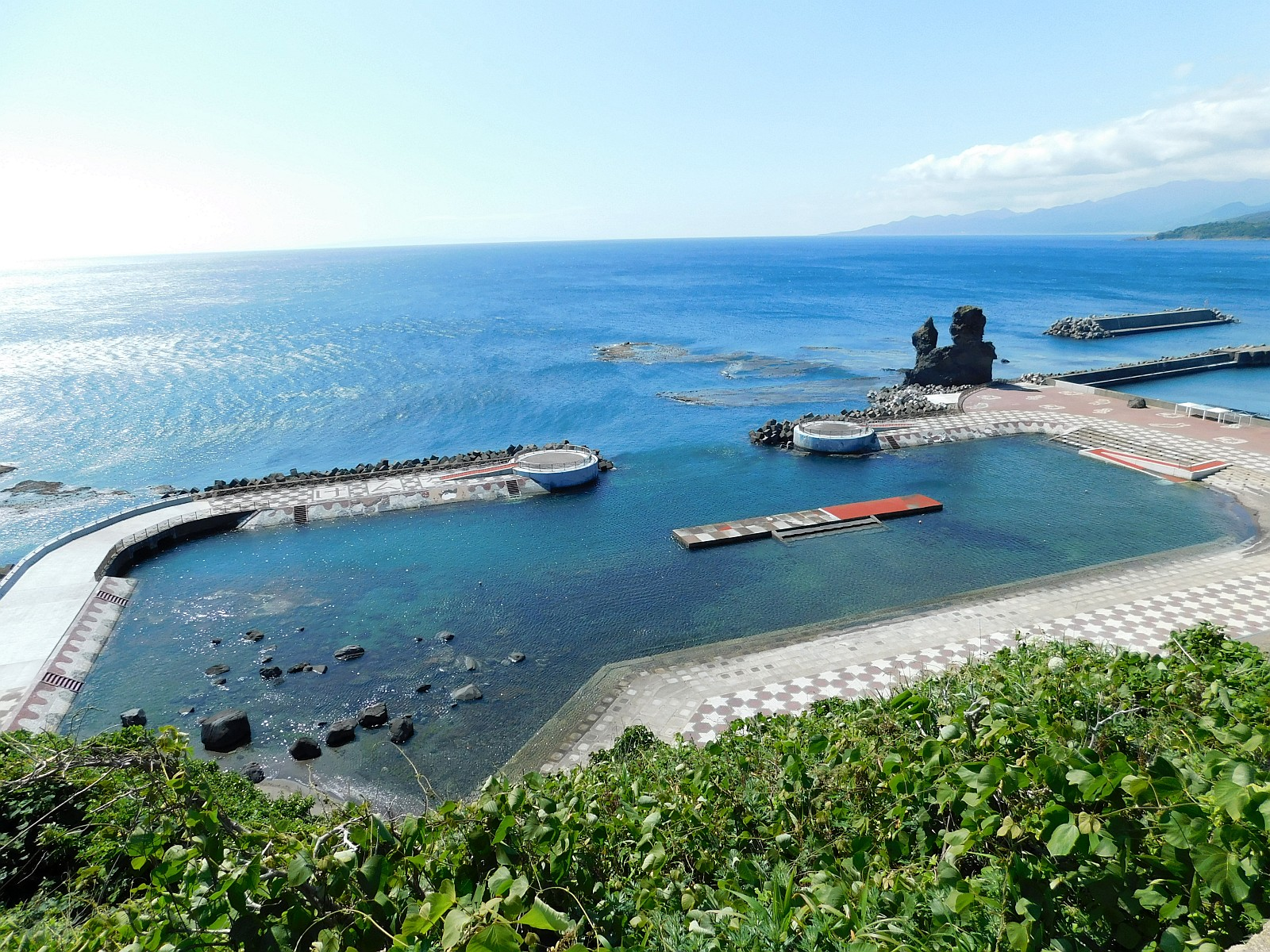
元和台海浜公園「海のプール」（北海道乙部町）

- サンオーレそではま（宮城県志津川町 ※現南三陸町）
- 宮沢（秋田県若美町 ※現男鹿市）
- 本荘マリーナ（秋田県本荘市 ※現由利本荘市）
- 釜谷浜（秋田県八竜町 ※現三種町）
- 西浜（山形県遊佐町）
- 由良（山形県鶴岡市）
- マリンパークねずがせき（山形県温海町 ※現鶴岡市）
- 双葉（福島県双葉町）
- 原釜・尾浜（福島県相馬市）
- 波崎（茨城県波崎町 ※現神栖市）
- 伊師浜（茨城県十王町 ※現日立市）伊師浜海水浴場（茨城県日立市）
- 河原子（茨城県日立市）
- 和田浦（千葉県和田町 ※現南房総市）
- 守谷（千葉県勝浦市）
- 本村前浜（東京都新島村）
- 泊（東京都新島村）
- 荒井浜（神奈川県三浦市）
- 一色（神奈川県葉山町）

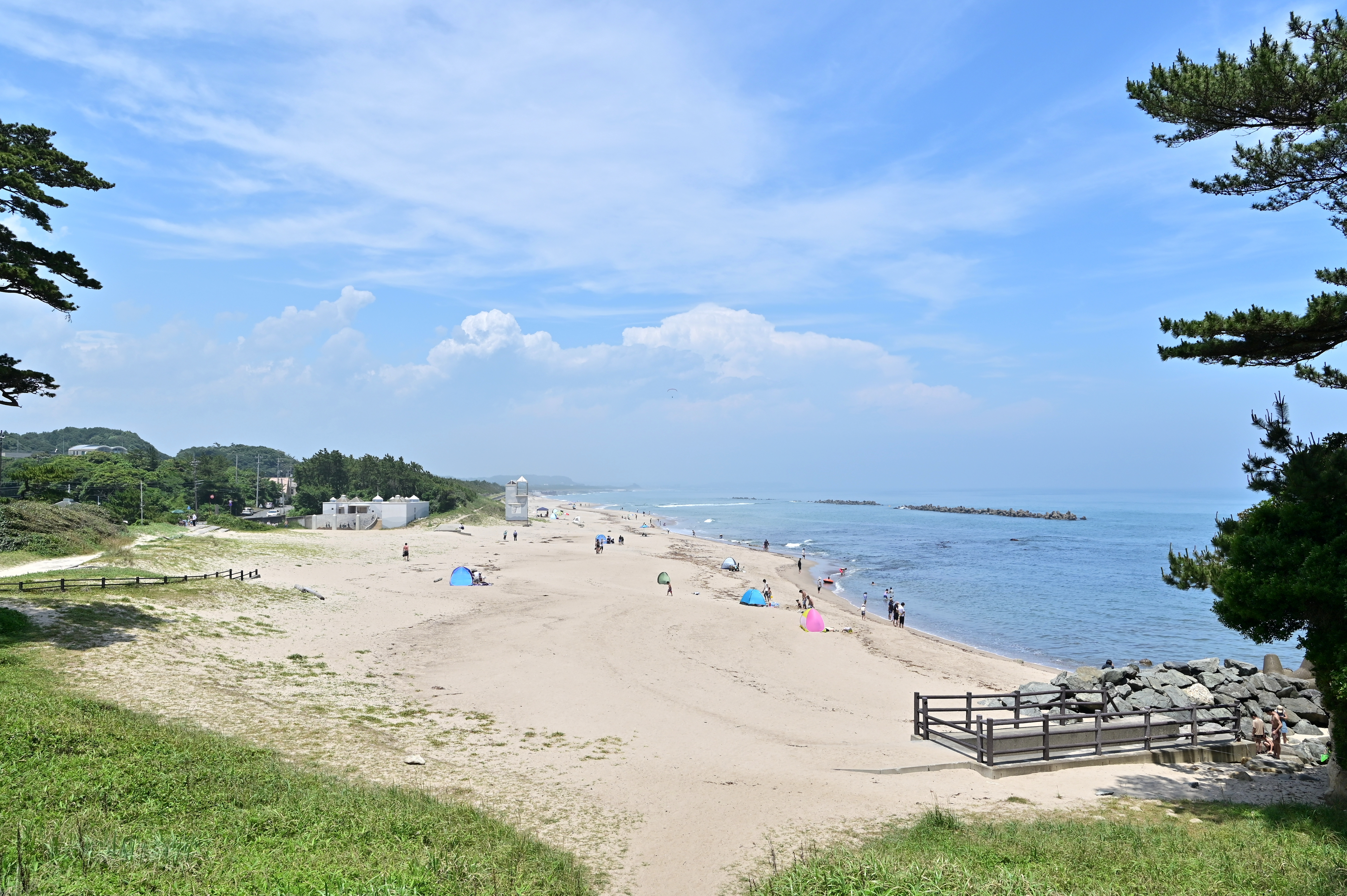
伊師浜海水浴場（茨城県日立市）

- 片瀬東浜（神奈川県藤沢市）片瀬東浜海水浴場（神奈川県藤沢市）
- 由比ガ浜（神奈川県鎌倉市）
- 二ツ亀（新潟県両津市 ※現佐渡市）
- 島尾（富山県氷見市）
- 雨晴・松太枝浜（富山県高岡市）
- 増穂浦（石川県富来町 ※現志賀町）
- 大島（石川県志賀町）
- 水晶浜（福井県美浜町）
- 若狭和田（福井県高浜町）
- 長良川（岐阜県岐阜市）
- 白浜中央（静岡県下田市）
- 土肥（静岡県土肥町 ※現伊豆市）
- 宮崎（愛知県吉良町 ※現西尾市）
- 仁崎（愛知県田原町 ※現田原市）

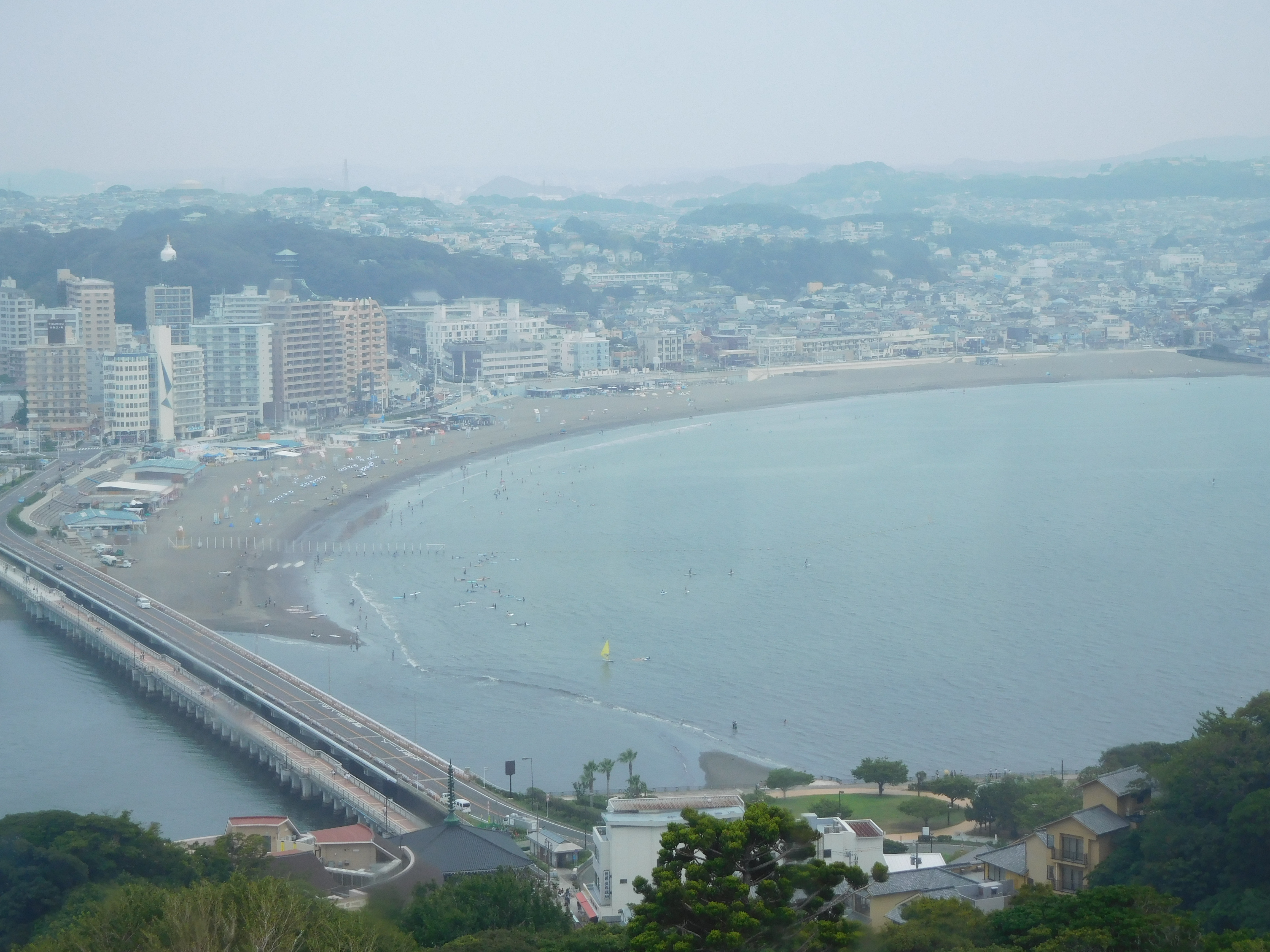
片瀬東浜海水浴場（神奈川県藤沢市）

- 御座白浜（三重県志摩町 ※現志摩市）御座白浜海水浴場（三重県志摩町）
- 新鹿（三重県熊野市）
- 宮ヶ浜（滋賀県近江八幡市）
- 真野浜（滋賀県大津市）
- 小天橋（京都府久美浜町 ※現京丹後市）
- 慶野松原（兵庫県西淡町 ※現南あわじ市）
- 竹野浜（兵庫県竹野町 ※現豊岡市）

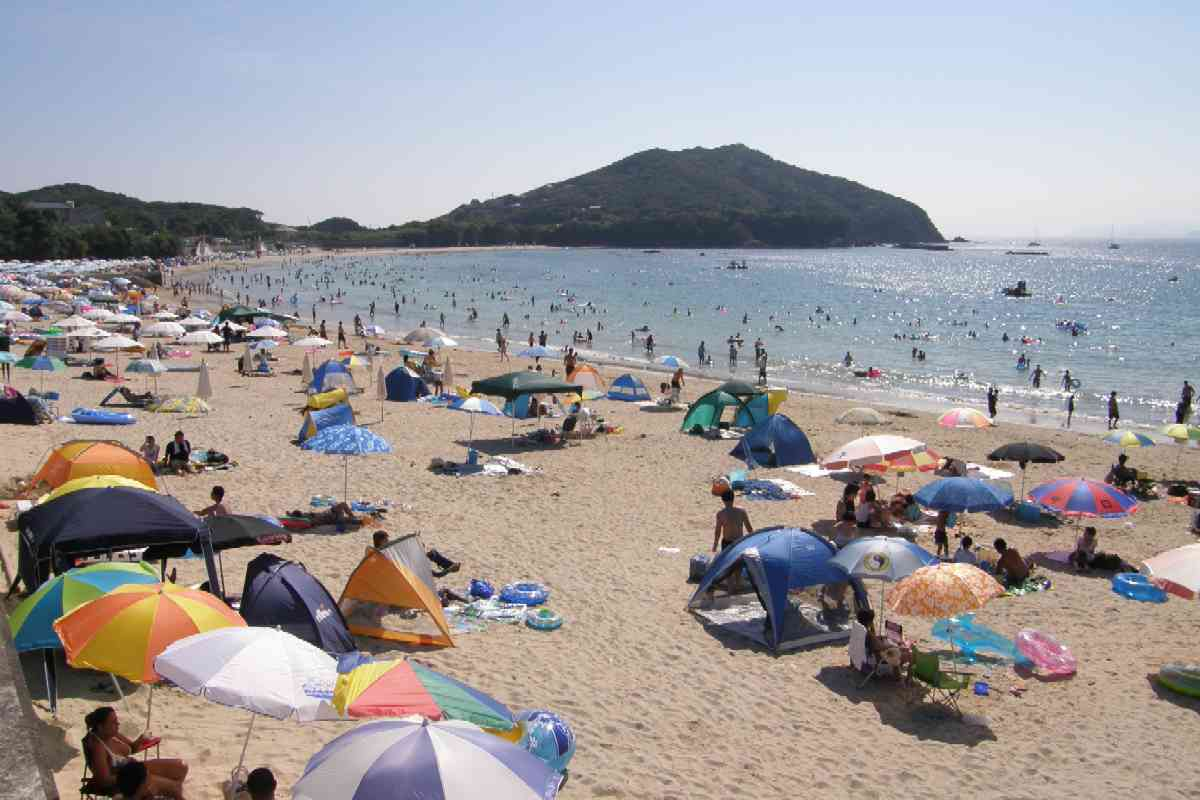
御座白浜海水浴場（三重県志摩町）

- 浦海浜公園浦県民サンビーチ（兵庫県東浦町 ※現淡路市）

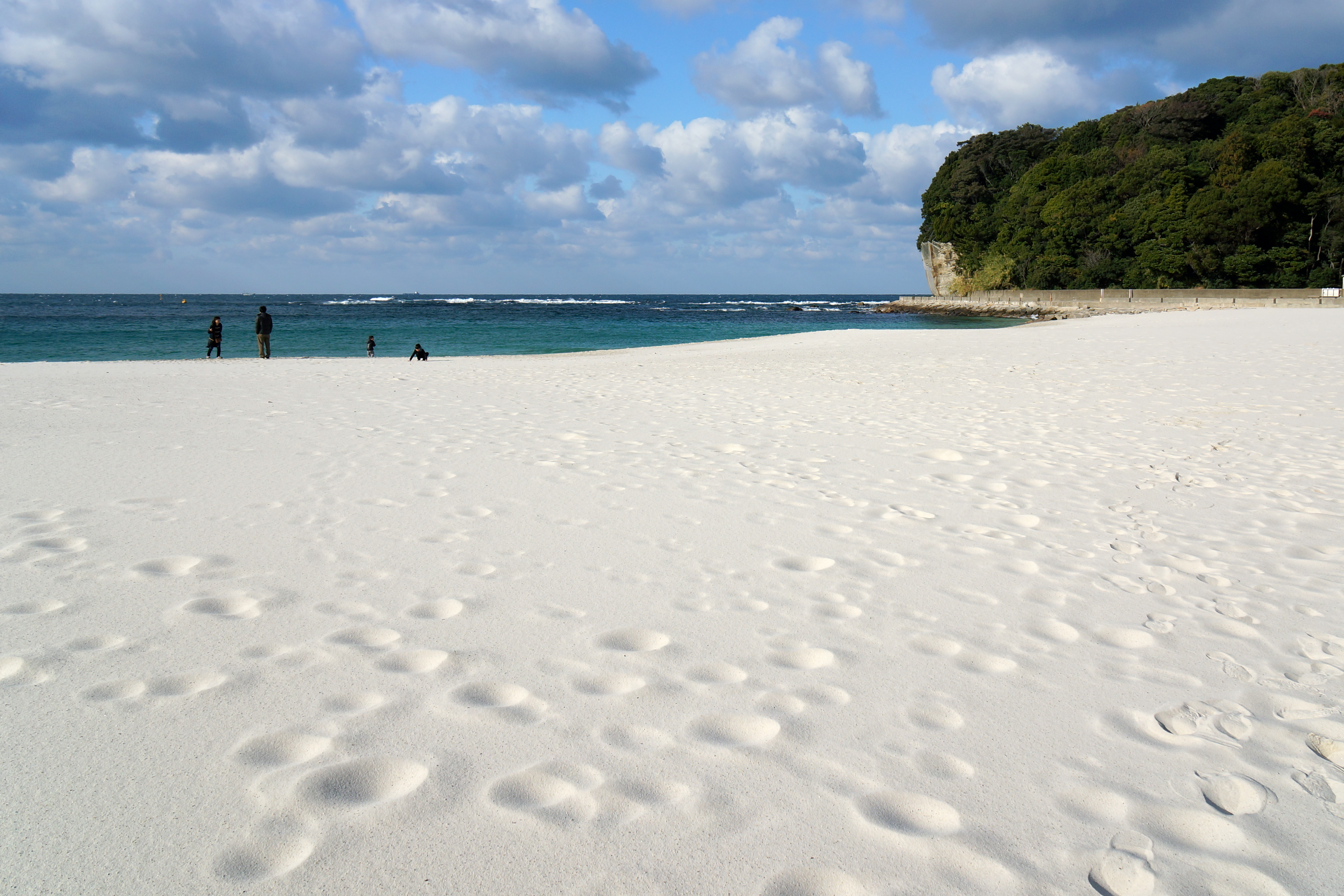
白良浜（和歌山県白浜町）

- 白良浜（和歌山県白浜町）白良浜（和歌山県白浜町）
- 橋杭（和歌山県串本町）
- 那智（和歌山県那智勝浦町）
- 浦富（鳥取県岩美町）
- 皆生温泉（鳥取県米子市）
- 白兎（鳥取県鳥取市）
- 石脇（鳥取県泊村 ※現湯梨浜町）
- 石見海浜公園（島根県浜田市）
- 渋川（岡山県玉野市）渋川海岸（岡山県玉野市）
- 県民の浜（広島県蒲刈町 ※現呉市）

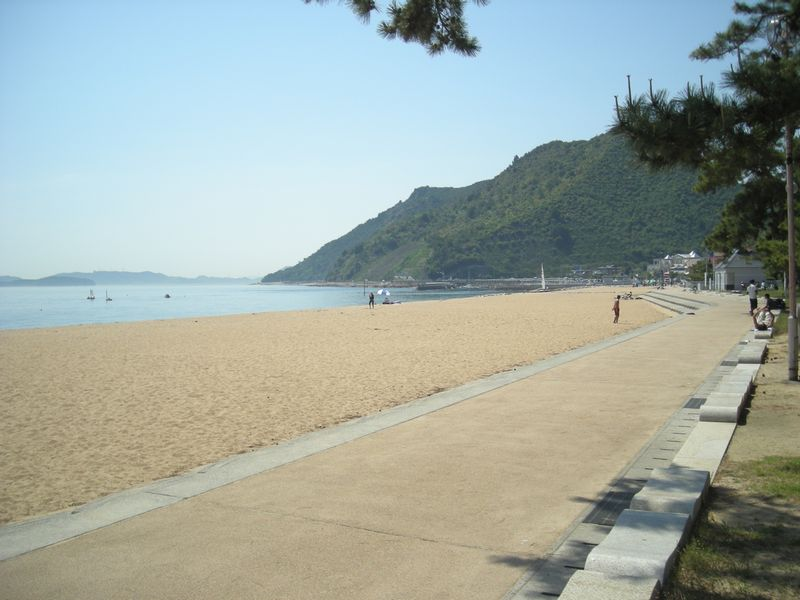
渋川海岸（岡山県玉野市）

- 瀬戸田サンセットビーチ（広島県瀬戸田町 ※現尾道市）
- 虹ヶ浜（山口県光市）
- 土井ヶ浜（山口県豊北町 ※現下関市）
- 片添ケ浜（山口県東和町 ※現周防大島町）
- 室積（山口県光市）
- 逗子ケ浜（山口県東和町 ※現周防大島町）
- 大砂（徳島県海南町 ※現海陽町）
- 有明浜（香川県観音寺市）
- 本島泊（香川県丸亀市）
- 鹿島（愛媛県西海町 ※現愛南町）
- 興津（高知県窪川町 ※現四万十町）
- 芥屋（福岡県志摩町 ※現糸島市）
- 伊万里人工海浜公園（佐賀県伊万里市）
- 根獅子（長崎県平戸市）
- 高浜（長崎県三井楽町 ※現五島市）
- 筒城浜（長崎県石田町 ※現壱岐市）
- 高島町（長崎県高島町 ※現長崎市）
- 脇岬（長崎県野母崎町 ※現長崎市）
- 高浜（長崎県野母崎町 ※現長崎市）
- 蛤浜（長崎県有川町 ※現新上五島町）蛤浜海水浴場（山口県光市）

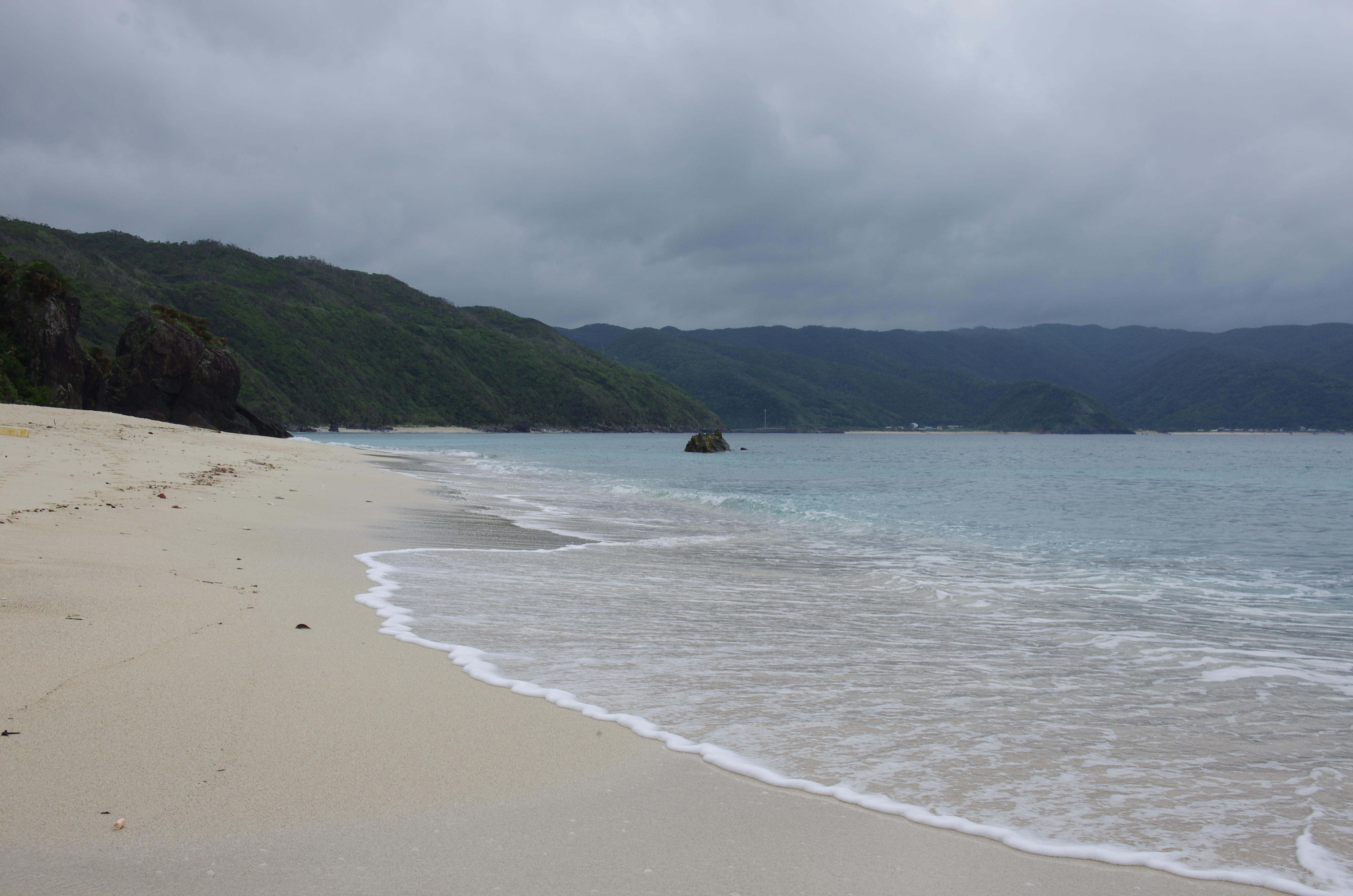
大浜海浜公園（鹿児島県名瀬市）

- 美津島町（長崎県美津島町 ※現対馬市）
- 白鶴浜（熊本県天草町 ※現天草市）
- 奈多・狩宿（大分県杵築市）
- 瀬会（大分県上浦町 ※現佐伯市）
- 伊勢ヶ浜（宮崎県日向市）
- 青島（宮崎県宮崎市）
- 須美江（宮崎県延岡市）
- 阿久根大島（鹿児島県阿久根市）

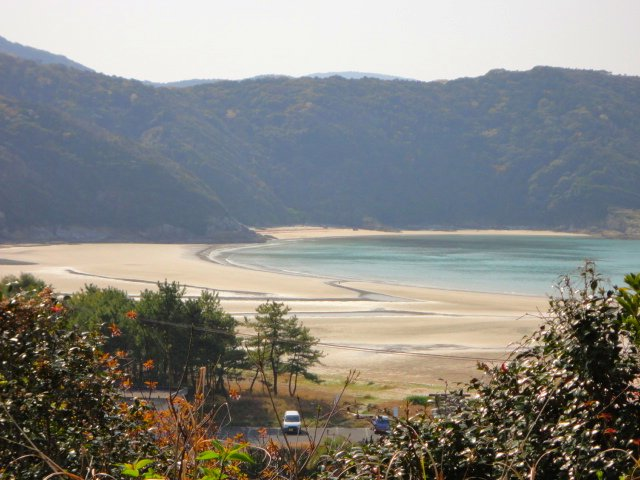
蛤浜海水浴場（山口県光市）

- 大浜海浜公園（鹿児島県名瀬市 ※現奄美市）大浜海浜公園（鹿児島県名瀬市）
- 浦田（鹿児島県西之表市）
- エメラルドビーチ（沖縄県本部町）
- ブセナビーチ（沖縄県名護市）